# Donald Scott (Mittelstreckenläufer)
Donald Scott (Donald Magruder „Don“ Scott; * 5. November 1894 in Jackson, Michigan; † 8. Oktober 1980 in San Antonio, Texas) war ein US-amerikanischer Mittelstreckenläufer, der sich auf die 800-Meter-Distanz spezialisiert hatte, und Moderner Fünfkämpfer.
Bei den Olympischen Spielen 1920 in Antwerpen wurde er über 800 m Fünfter in 1:54,8 min.
1916 wurde er US-Meister und 1920 US-Vizemeister über 880 Yards. Seine persönliche Bestzeit über 800 m von 1:52,5 min stellte er am 3. Juni 1916 in Evanston auf. 
1924 belegte er bei den Olympischen Spielen in Paris im Modernen Fünfkampf den 26. Platz.